# 御薗橋801商店街

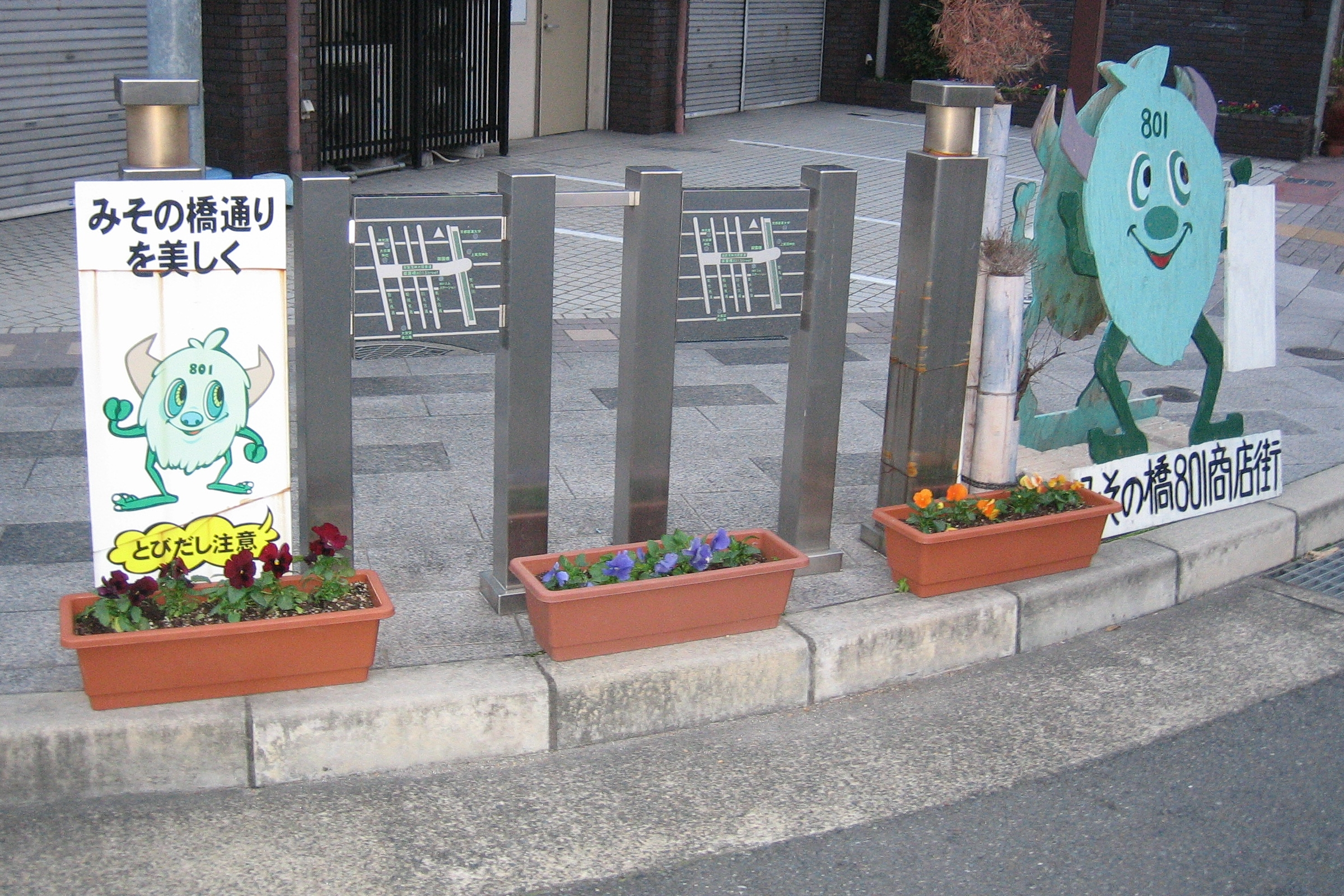
御薗橋通の交差点に設置された案内プレート

御薗橋801商店街（みそのばしはちまるいちしょうてんがい）は、京都市北区にある御薗橋通を中心とした商店街である。

## 概要
御薗橋西詰から、御薗橋通沿いに西へ800mに渡って続く京都市最北の商店街である。正式名称は、御薗橋801商店街振興組合。商店街名称にある「801」とは、商店街の全長距離である800に未来への発展を願って1を加えたもの。当初は「御薗橋商店街協同組合」として発足し、法人化を機に現名称へ変更した。
京野菜の賀茂なすをもとにデザインされた801ちゃんは、商店街のマスコットキャラクターである。商店街が公認した、小島アジコの漫画『となりの801ちゃん』のヒットで、一躍有名になった。商店街各店舗や公式サイトから関連グッズを販売しているほか、イベント活動を通じて各地のゆるキャラと交流を深めている。
例年秋には、「みそのばし801フェスティバル」（旧「みその橋まつり」）と称するイベントを開催。商店街関係者による屋台が立ち並ぶ中で、フリーマーケット、ゲームやステージショーが行われている。

## 交通アクセス
いずれも市バス停留所上賀茂御薗橋または大宮田尻町、大宮総門口町にて下車する。
- 京都市営地下鉄烏丸線 北大路駅（北大路バスターミナル）から、1・37・特37系統のいずれかに乗車（約15分）
- 京都駅から、9系統に乗車（約35分）
- 阪急京都河原町駅（四条河原町）、京阪三条駅（三条京阪前）から、37系統に乗車（約40分）

## 周辺施設
- 上賀茂神社
- 御薗橋
- 神光院
- 大将軍神社
- ユーラシア文化研究センター（羽田記念館）
- 京都産業大学
- 京都市立加茂川中学校
- 京都市立大宮小学校